# Mix Haxholm
Mix Haxholm, född 10 februari 1981 i Bangkok, Thailand uppvuxen i Finspång, Sverige, är en svensk företagare som tidigare varit bågskytt i svenska och thailändska landslaget, utsedd till Miss Thailand World 2003, konståkerska, TV-programledare, krönikör och modell. 

## Biografi
Mix Haxholm började sin karriär som konståkerska och bågskytt och vann distriktsmästerskapen i både konståkning och bågskytte som junior. Vid fyllda 16 år blev hon professionell idrottare för det thailändska landslaget. År 2000 blev hon invald till Sveriges olympiska kommittés talangprogram och togs ut till Svenska landslaget. Mix Haxholm har vunnit ett antal svenska SM-medaljer och innehar fortfarande tre svenska rekord.
Mix Haxholm har en dansk pappa  och en thailändsk mamma och blev vald till Miss Thailand 2003 och deltog i Miss World samma år där hon var framröstad som topp 20, då under namnet Jenjira Kerdprasop.
År 2004 gjorde den svenske dokumentärfilmaren Peter Gaszynski en dokumentärfilm om Mix Haxholm (Miss Thailand från Finspång) som bland annat visades på SVT. Mix Haxholm blev thailändsk mästare i bågskytte 2005. Samma år deltog hon som konståkerska i den amerikanska produktionen Disney On Ice Princess Classic där hon spelade Blue Fairy och uppträdde i 17 liveshower i Impact, Arena Muang Thong Thani, en av Thailands största arenor. Därtill blev hon framröstad till Fun Fearless Female Award av magasinet Cosmopolitan Magazine.  
Mix Haxholm jobbade som Team Service Athlete leader på Olympiska sommarspelen  och Paralympiska sommarspelen, i London 2012. År 2019 började hon på Stockholms Handelshögskola på Retail Management programmet som hon studerat på fram till 2023.
Mix Haxholm är 2023 sambo med advokaten Henrik Stenberg och bosatt i Halmstad där hon driver sitt företag Mix Haxholm Health & Beauty AB.